# 1817
1817 (MDCCCXVII) je bilo navadno leto, ki se je po gregorijanskem koledarju začelo na sredo, po 12 dni počasnejšem julijanskem koledarju pa na ponedeljek.

## Rojstva
- 18. april - George Henry Lewes, angleški filozof in literarni kritik († 1878)
- 21. maj - Rudolf Hermann Lotze, nemški filozof († 1881)
- 19. junij - Karl Rudolph Powalky, nemški astronom († 1881)
- 12. julij - Henry David Thoreau, ameriški pisatelj, filozof († 1862)
- 29. julij - Ivan Konstantinovič Ajvazovski, armensko-ruski slikar († 1900)
- 10. oktober - Christoph Hendrik Diederik Buys Ballot, nizozemski meteorolog († 1890)
- 17. oktober - Ahmed Khan, indijski islamski družbeni reformator († 1898)

## Smrti
- 12. april - Charles Messier, francoski astronom (* 1730)
- - Kaiho Seirjo, japonski konfucijanski sociolog in ekonomist (* 1755)